# C2C Festival
Il C2C Festival (fino al 2019 Club To Club) è un festival di musica avant-pop ed elettronica. Fondato nel 2002 dall'Associazione Culturale Situazione Xplosiva, si svolge annualmente nel mese di novembre a Torino, in concomitanza con la Contemporary Art Week piemontese.
Il festival è stato definito dalla stampa inglese e continentale come uno dei più importanti eventi musicali in Italia e in Europa, ed è arrivato a registrare un massimo di 60.000 presenze nel corso dell'edizione 2018.
Fra i nomi più importanti della storia del festival vi figurano artisti (principalmente dal Regno Unito) emblematici della storia dell'elettronica sperimentale come Aphex Twin, gli Autechre, Jeff Mills, Tim Hecker, Kode9 e Four Tet. Arca ma anche band emblematiche del rock – sperimentale e non – come gli Swans, i Beach House e i Black Midi; vengono anche rappresentati artisti italiani di spicco negli stessi campi come Lorenzo Senni, Caterina Barbieri, Elena Colombi, o i Nu Genea e i 72 Hour Post-Fight.

## Storia
Club To Club è stato fondato a Torino nel 2002 da Situazione Xplosiva, un'associazione culturale cittadina. Il progetto originale prevede la creazione di un circuito di club, concentrato prevalentemente nell'area dei Murazzi del Po, che si estende poi per il resto della città prima di trovare la sua sede definitiva ricorrente al Lingotto Fiere. 
Dal 2009 al 2015 alcuni spettacoli si svolgono al Teatro Carignano, e successivamente, al Lingotto vengono aggiunte le OGR (Officine Grandi Riparazioni di Torino) come venue principale per i primi giorni del festival. Altre occasioni vedono come location la Reggia di Venaria Reale, le Officine Grandi Riparazioni, il Conservatorio Giuseppe Verdi, il Circolo Magnolia, il Fabrique, la Fabbrica del Vapore e il Museo d'arte orientale.
Fra il 2020 e il 2021 il festival è rimpiazzato da un evento digitale in streaming dalla durata di più giorni, e ritorna al Lingotto l'anno seguente.
Nel corso degli anni il festival ha variato la sua durata, arrivando a volte fino ai cinque giorni dal 2014 in poi.

## Programma del festival
| Anno | Data                    | Artisti |
| ---- | ----------------------- | --- |
| 2013 | 7 – 10 novembre         | Four Tet, Fuck Buttons, James Holden, John Talabot, Modeselektor |
| 2014 | 5 – 9 novembre          | Apparat, Caribou, Franco Battiato, SBTRKT, Nick Murphy (Chet Faker), Ben Frost, How To Dress Well, Talaboman, Jungle, Kode9, Laurel Halo |
| 2015 | 4 – 8 novembre          | Thom Yorke, Battles, Four Tet, Jamie xx, Jeff Mills, Nicolas Jaar, Oneohtrix Point Never, Todd Terje, Apparat, Floating Points, Holly Herndon, Mumdance + Novelist, Sophie + QT, Andy Stott, Anthony Naples, Carter Tutti Void, Lotic, Lorenzo Senni, Bienoise, Ninos Du Brasil, Omar Souleyman, Dekmantel Soundsystem, Tala, Stenny, Jack Garrat, LA Priest, Not Waving, Powell, Rabit, Shackleton, Vaghe Stelle |
| 2016 | 2 – 6 novembre          | Arca (DJ) e Jesse Kanda (visuals), Autechre, Daphni, DJ Shadow, Laurent Garnier, Motor City Drum Ensemble, Nick Murphy (Chet Faker), Swans, Tim Hecker, Forest Swords, Jon Hopkins, Amnesia Scanner, Andy Stott, Junun feat. Jonny Greenwood, Anna von Hausswolff, Clams Casino, Janus, Fatima Yamaha, Gaika, Gqom Oh!, Koreless, Ghali, Mura Masa, Powell, Toxe, One Circle, Shye Ben Tzur & The Rajasthan Express, Arto Lindsay, Jessy Lanza, Jolly Mare, Junior Boys, Lafawndah                                                      |
| 2017 | 1 – 7 novembre          | Kraftwerk, Richie Hawtin, Kamasi Washington, Powell + Wolfgang Tillmans, Richard Russel,, Nicolas Jaar, Arca + Jesse Kanda, Bonobo, The Black Madonna, Jungle, Yves Tumor, Amnesia Scanner, Ben Frost, Ninos Du Brasil, Mura Masa, Lorenzo Senni, Actress, Helena Hauff, LIBERATO, Demdike Stare, Jlin, Kelly Lee Owens, Laurel Halo, Not Waving, Shapednoise, Still, Dan Denorch, Gabber Eleganza, Jacques Greene, KÁRYYN, Lanark Artefax, Nolife, Mana, Smerz, Arte Tetra, Gang Of Ducks, Jim C. Nedd & Palm Wine                     |
| 2018 | 1 – 4 novembre          | Aphex Twin, Beach House, Blood Orange, Jamie XX, Peggy Gou, Tirzah, Avalon Emerson, Skee Mask, Yves Tumor, Vessel, Call Super, Courtesy, David August, DJ Nigga Fox, Equiknoxx, Iceage, Josey Rebelle, Leon Vynehall, Obongjayar, Robin Fox, Serpentwithfeet, Bienoise, Elena Colombi, Gang Of Ducks, Palm Wine, Mana, Primitive Art, Silvia Kastel |
| 2019 | 30 ottobre – 3 novembre | Chromatics & Desire, Flume, James Blake, Battles, Black Midi, Romy (The xx), SOPHIE, The Comet Is Coming, Floating Points, Holly Herndon, Helado Negro, Issam, Kelsey Lu, Let's Eat Grandma, MorMor, Napoli Segreta, Nivhek, Nu Guinea, Rap, Sama', Skee Mask, Slikback, Spencer D, Spime IM, Slowthai, Visible Cloaks, Yoshio Ojima & Satsuki Shibano, 72-Hours Post Fight |
| 2020 | Non tenutosi            | Il festival è stato temporaneamente sospeso nella sua regolare forma in presenza a causa della pandemia, sostituito per entrambi gli anni da un evento digitale chiamato C0C. |
| 2021 | Non tenutosi            | Il festival è stato temporaneamente sospeso nella sua regolare forma in presenza a causa della pandemia, sostituito per entrambi gli anni da un evento digitale chiamato C0C. |
| 2022 | 3 – 6 novembre          | Arca, Autechre, Low (sostituiti da Jeff Mills per motivi di salute), Aya, Nu Genea, Caterina Barbieri, Jamie XX, Caribou, Blackhaine, Kode9, Jockstrap, Elena Colombi, Sara Berts, Yendry, Pa Salieu, Two Shell, Bicep, Stefania Vos, 72-Hour Post Fight, Lyra Pramuk, Bill Kouligas, Nala Sinephro, Romy, Deena Abdelwahed, DJ Plead, My Analog Journal, Renato Leotta, Gang of Ducks, Hans Arsen & Reptilian Expo, Mana & Pedro Vian, Sabla & Đ.K, Stenny & Ehua, XIII & Selezione Naturale                                           |
| 2023 | 2 – 5 novembre          | Avalon Emerson⁣ Caroline Polachek⁣ Evian Christ⁣ Flying Lotus⁣ Hagop Tchaparian⁣ King Krule⁣ Lucrecia Dalt⁣ Marina Herlop⁣ Model/Actriz⁣ Moodymann⁣ Nick León⁣ Overmono⁣ Rachika Nayar⁣ Slauson Malone 1⁣ Space Afrika⁣ Spiritual Sauna⁣ Stenny Tiga Two Shell⁣ Yves Tumor⁣ PAN 15 with Bambii; Bill Kouligas; Crystallmess; Honour; Sangre Nueva [DJ Python, Florentino, Kelman Duran]; Tzusing⁣ G OF D 10 with Azu Tiwaline & Cinna Peyghamy; Francesca Heart & Regno Maggiore; Gang Of Ducks Soundsystem; Upsammy & Jonathan Castro⁣ Anonima/Luci: 555nm |